# 大顆瘤蝨蚜
大顆瘤蝨蚜（学名：Metanipponaphis cuspidatae）为扁蚜科顆瘤蝨蚜屬下的一个种。